# Ngasanya Ilongo
Saddam Patrick Ngasanya Ilongo (ur. 8 sierpnia 1984 w Kinszasie) – piłkarz z Demokratycznej Republiki Konga grający na pozycji napastnika.

## Kariera klubowa
Karierę piłkarską Ilongo rozpoczął w klubie Les Stars z Kinszasy. W 2001 roku zadebiutował w jego barwach w pierwszej lidze Demokratycznej Republiki Konga. W 2003 roku przeszedł do innego stołecznego klubu, DC Motema Pembe. W 2003 roku zdobył krajowy puchar, a w 2004 roku wywalczył mistrzostwo kraju.
W 2005 roku Biscotte przeszedł do Hapoelu Tel Awiw. Po pół roku gry w Izraelu wrócił do DC Motema Pembe, a w 2006 roku został piłkarzem rosyjskiego Spartaka Nalczyk. Z kolei w 2007 roku rozegrał 2 mecze w czeskim FK Mladá Boleslav. Następnie grał w Hatta Club ze Zjednoczonych Emiratów Arabskich, a także w klubach z Demokratycznej Republiki Konga – DC Motema Pembe, TP Mazembe oraz CS Don Bosco. W latach 2017–2019 był zawodnikiem Forest Rangers FC, a w 2019 przeszedł do Power Dynamos F.C.

## Kariera reprezentacyjna
W reprezentacji Demokratycznej Republiki Konga Ilongo zadebiutował w 2004 roku. W 2006 roku rozegrał 2 spotkania w Pucharze Narodów Afryki 2006: z Togo (2:0) i z Kamerunem (0:2).